# خفج وبري
خفج وبري (الاسم العلمي: Diplotaxis villosa) هو نوع من النباتات تتبع جنس الخفج من الفصيلة الكرنبية.